# Alfred Dehodencq

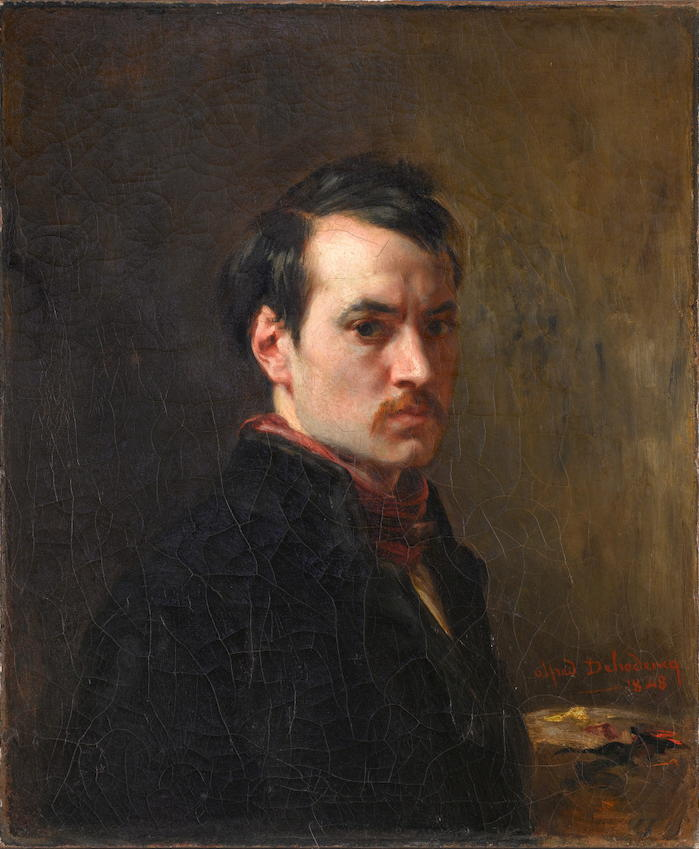
Selbstporträt aus dem Jahr 1848

Edme Alfred Alexis Dehodencq (* 23. April 1822 in Paris; † 3. Januar 1882 ebenda) war ein französischer Maler. Sein Werk ist dem Orientalismus zuzuordnen.

## Leben
Zusammen mit Wilhelm Amberg und Théophile Gide war Dehodencq in Paris Schüler des Malers Léon Cogniets. Parallel dazu besuchte Dehodencq dort auch die École des Beaux-Arts. Mit Unterstützung seiner Lehrer konnte Dehodencq mit 22 Jahren 1844 anlässlich einer Ausstellung des Pariser Salons mit seinem Bild Die heilige Cäcilie debütieren. Er blieb noch einige Jahre dem Atelier von Cogniet verbunden, konnte sich aber schon bald mit Porträts und verschiedenen biblischen Szenen einen Namen machen.
Politisch interessiert, war Dehodencq an der Februarrevolution 1848 beteiligt, wo er auch verwundet wurde. Seine Schussverletzungen kurierte er in Barèges (Pyrenäen) aus, wo auch viele Skizzen und Ideen für Landschaftsbilder entstanden. Im darauffolgenden Jahr reiste Dehodencq nach Madrid, um die klassische spanische Malerei zu studieren. Sein wichtigstes Bild aus dieser Zeit, Course de novillos präsentierte er 1851 auf der großen Jahresausstellung des Pariser Salons.
Mit seinem Werk Bohémiens en route sorgte er auf Ausstellungen 1853 für Aufsehen, da sich nun neben der offiziellen Kunstkritik auch Théophile Gautier und Prosper Mérimée für ihn einsetzten. Ab dieser Zeit widmete sich Dehodencq – der Mode folgend – gleich seinen Vorbildern Alexandre-Gabriel Decamps und Auguste Delacroix fast ausschließlich „orientalischen Themen“.
1853 startete Dehodencq über Cádiz und Marokko zu einer ausgedehnten Studienreise durch den Orient, welche ihn erst nach zehn Jahren wieder nach Frankreich führen sollte. Vor allem häufige Ausflüge nach Tanger und Tetuan beeinflussten sein Werk. 1857 heiratete er in Cádiz Rosa Calderón, eine entfernte Verwandte des Schriftstellers Pedro Calderón de la Barca. Mit ihr hatte er drei Kinder; darunter den späteren Maler Edmond Dehodencq.
Als Dehodencq 1863 sich wieder in Paris als freischaffender Maler niederließ, stieß er seiner Werke wegen auf Ablehnung. Seine Werke Stierkampf und Erzähler in Marokko erzielten bei der Ausstellung des Pariser Salons 1877 und auf der Weltausstellung in Paris 1878 kaum mehr als einen Achtungserfolg. Sein in Tanger entstandenes Bild Hinrichtung einer marokkanischen Jüdin wurde von einer empörten Volksmenge in seinem Atelier zerstört.
Im Alter von beinahe 66 Jahren beging der Maler Alfred Dehodencq am 3. Januar 1882 in Paris Selbstmord. Seine letzte Ruhestätte fand er auf dem Cimetière de Montmartre und sein Grab schmückt eine Bronzebüste, welche sein Sohn Edmond Dehodencq geschaffen hatte.

## Werke (Auswahl)
- Stierkampf
- Das jüdische Konzert
- Das jüdische Fest
- Boabdil
- Die Straße der Diebe in Marokko
- Die Söhne des Paschas
- Verhaftung eines Juden in Tanger
- Marokkanische Gefangene
- Das Frühstück auf der Farm
- Bourbonnais und die Judenbraut
- Charlotte Corday (Porträt)
- Christoph Kolumbus (Porträt)

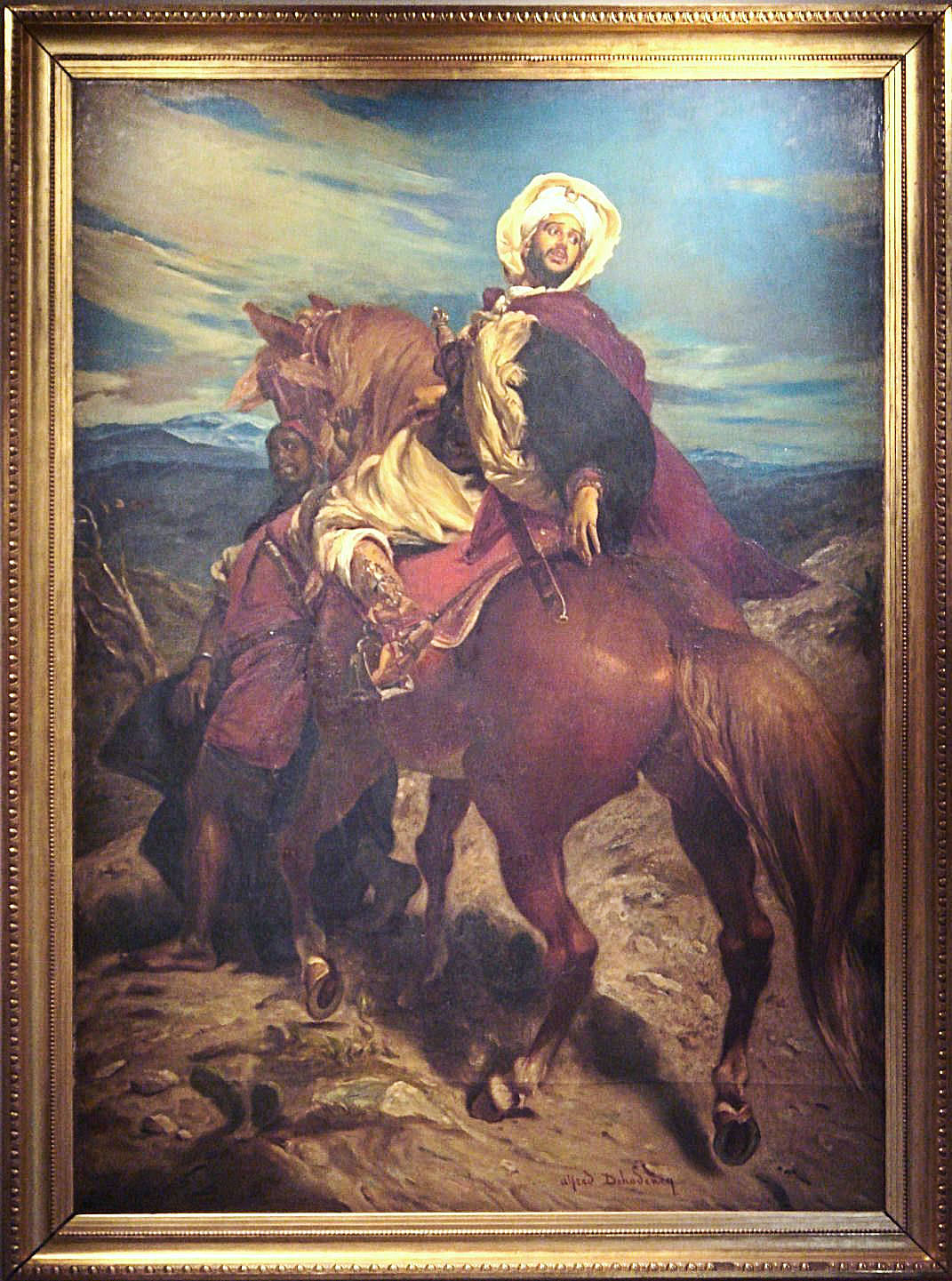
Les Adieux du roi Boabdil a Grenade

- Die Erweckung von Iairus' Töchterlein
- Bacchus
- Der Ausmarsch der Mobilgardisten 1870
- Hinrichtung einer Jüdin in Tanger
- Erzähler in Marokko
- Jude, zu einer Dorfhochzeit gehend